# Проєктна
Проє́ктна (рос. Проектная) — селище у складі Біловського округу Кемеровської області, Росія.

## Населення
Населення — 242 особи (2010; 230 у 2002).
Національний склад (станом на 2002 рік):
- росіяни — 99 %